# وادي شهدان
يُعد وادي شهدان بمحافظة هروب واحدًا من أكبر الأودية في جنوب السعودية ، وأجملها؛ لما يتمتع به من جريان في أغلب أيام العام، وتنتشر على جنباته غابات أشجار الدوم في أكبر تجمع لغابات الدوم في منطقة جازان. يقع إلى الشمال الشرقي من محافظة صبيا.

## الموقع
يقع إلى الشمال الشرقي من محافظة صبيا ويمكن الوصول له من مفرق قرية المحلة وكذا لمواقع أخر من مفرق قرية اللصبة التابعة لمركز الحقو.
وينحدر الوادي من أعالي قمم جبال محافظة هروب ، ويمتد قرابة ثمانين كيلومترًا في منحنيات ومواقع طبيعية فاتنة، تتميز بصفاء المياه، وخضرة النباتات، ويلتقي خلالها بفروعه، وهي (رزان ووعال ووساع ووادي جلبة)، وغيرها من الأودية الصغيرة.

## موقع أثري
يعتبر وادي شهدان من أهم الأماكن السياحية في محافظة هروب اللتي يقصدها الزوار في منطقة جازان ويعتبر هذا الوادي من المعالم السياحية الواعدة في المنطقة والذي يجد فيه الزائر المتعة في المغامرة والاستكشافات المتجددة لتشكيلاته الصخرية المتنوعة واشجارة الساحرة التي تحيط باجزاء من بالوادي وتحجب اشعة الشمس عنه وتنوع الطيور فيه بالإضافة إلى ان الزائر لهذا الوادي يجد المتعة والشوق في التعرف على محتويات هذا الوادي
ومن المواقع السياحية الأثرية بالوادي (البزة وجبل مكحل وبئر وقبر أبو زيد).